# Hans Ferdinand Mayer
Pour les articles homonymes, voir Hans Mayer (homonymie) et Mayer.
Hans Ferdinand Mayer (23 octobre 1895 à Pforzheim, Allemagne - 18 octobre 1980 à Munich, Allemagne) est un mathématicien et physicien allemand. Alors qu'il est directeur d'un laboratoire de recherches de Siemens AG en 1939, il rédige le Rapport d'Oslo qui révèle plusieurs secrets militaires allemands auprès des autorités britanniques peu après le début de la Seconde Guerre mondiale.

## Biographie
Hans Ferdinand Mayer étudie les mathématiques, la physique et l'astronomie à l'université de Karlsruhe et à l'université de Heidelberg. En 1920, il reçoit son doctorat en physique de l'Université de Heidelberg sur le thème du « comportement des molécules en relation avec les électrons libres lents ». Son superviseur doctoral est Philipp Lenard, lauréat du prix Nobel de physique de 1905. En 1922, après deux années comme chercheur adjoint de Lenard au laboratoire de cette université, il obtient un emploi à Berlin dans un laboratoire de Siemens & Halske AG.
En novembre 1926, Mayer publie un article dans lequel il décrit une méthode théorique de transformation des sources de tension excédentaires à partir de sources de courant. C'est une extension du théorème de Thévenin. Edward Lawry Norton a publié en 1926 la même méthode dans un rapport interne des Bell Laboratories. Au XXIe siècle, le théorème est surtout connu sous le nom de théorème de Norton et est parfois appelé théorème de Mayer-Norton.
À partir de 1926, Mayer travaille en collaboration avec Karl Küpfmüller. Les deux s'intéressent aux possibilités de transfert sans interférence des informations dans les longs circuits électriques, circuits importants pour le développement des télécommunications. En 1936, Mayer devient le directeur du laboratoire de recherches en communications de Siemens à Berlin.
Lorsque Hitler ordonne l'invasion de la Pologne le 1er septembre 1939, Mayer décide de révéler aux autorités britanniques tout ce qu'il sait des secrets militaires allemands dans le but de détruire le régime nazi. Lors d'un voyage d'affaires en Scandinavie à la fin d'octobre 1939, il se rend en premier à Oslo en Norvège et s'établit à l'hôtel Bristol.
Mayer emprunte une machine à écrire de l'hôtel et tape sept pages en deux jours. Il expédie ensuite une lettre le 1er novembre, dans laquelle il indique à l'attaché militaire britannique de faire modifier l'invite du programme en allemand de la BBC World Service s'il souhaite recevoir le rapport. Mayer signe la lettre : « un scientifique allemand, qui est de votre bord ». Lorsqu'il entend la confirmation, Mayer envoie un document, qui sera plus tard nommé Rapport d'Oslo, en même temps qu'un tube à vide qui est une composante d'une fusée de proximité (appareil servant à faire exploser une bombe lorsqu'elle se trouve à proximité d'un objet).
L'étendue et la qualité inégale du rapport provoque le scepticisme et le rejet de la part de la communauté du renseignement britannique. Cependant, l'exactitude des informations sur l'électronique attire l'attention de Reginald Victor Jones, un jeune physicien récemment nommé au Air Ministry. Jones, porté en haute estime par Winston Churchill et nommé plus tard Assistant Director du département Intelligence (Science) au MI6, s'appuie sur le contenu du rapport pour anticiper et mettre au point des contre-mesures face aux différents systèmes de radars allemands. Ces travaux seront très utiles aux Britanniques lors de la bataille des faisceaux.
En 1943, Mayer est arrêté pour raison politique : il écoute régulièrement les émissions de la BBC et critique le régime nazi. À ce moment, les autorités allemandes ne savent rien du Rapport d'Oslo. Il est sauvé de l'exécution par son superviseur doctoral, Lenard, un ardent partisan nazi. Mayer est envoyé dans un premier temps au camp de concentration de Dachau, puis dans quatre autres camps de concentration jusqu'à la fin de la guerre. Johannes Plendl joue aussi un rôle dans sa survie à l'intérieur des camps de concentration, nommant Mayer responsable d'un laboratoire sur la radio même s'il n'a aucune expérience dans ce domaine.
Après la Seconde Guerre mondiale, en compagnie d'autres scientifiques allemands, Mayer est emmené aux États-Unis dans le cadre de l'opération Paperclip. Sur le sol américain, il travaille au principal laboratoire de recherches de l’US Air Force à la Wright-Patterson Air Force Base à Dayton, Ohio. En 1947, il est nommé professeur de génie électrique à l'Université Cornell à Ithaca, New York.
Le Rapport d'Oslo devient connu du grand public britannique en 1947 quand Jones fait un discours à propos de son importance. À ce moment, Jones ignore encore qui a rédigé le rapport. Grâce à un hasard, il en vient à soupçonner Mayer en 1953. C'est finalement en 1955 que Jones confirme ses soupçons. Pour éviter différents soucis à Mayer et à sa famille, les deux s'entendent pour taire l'identité de Mayer.
En 1950, Mayer retourne en Allemagne, où il dirige un laboratoire de recherche en technologie des communications pour le compte de Siemens & Halske AG à Munich jusqu'en 1962.
Mayer a attendu jusqu'en 1977 avant de déclarer à sa famille qu'il est l'auteur du Rapport d'Oslo. Dans son testament, il demande que son identité soit tue jusqu'après sa mort et celle de sa femme. Jones a tenu parole, publiant son identité en 1989.
Hans Ferdinand Mayer a publié environ 25 articles techniques et plus de 80 brevets ont été émis à son nom.

## Distinctions et récompenses
- 1956 : Docteur honoris causa de l'université de Stuttgart
- Gauss-Weber-Medaille de l'université de Göttingen
- 1961 : Philipp Reis Preis der Deutschen Post in 1961
- 1968 : Ehrenring des VDE

### Traductions de
1. ↑  (en) « on the behaviour of molecules in relation to free slow electrons »
2. ↑  (en) « a German scientist, who is on your side »

#### Sources
- (en) Don H. Johnson, « Scanning Our Past - Origins of the Equivalent Circuit Concept: The Current Source Equivalent », Proceedings of the IEEE, vol. 91, no 5,‎ 2002
- (en) R. V. Jones, Reflections on Intelligence, Londres : Heinemann, 1989.